# ISO 3166-2:BF
ISO 3166-2:BF è uno standard ISO che definisce i codici geografici del Burkina Faso ed è un sottogruppo del codice ISO 3166-2.
Tali codici sono stati assegnati alle 13 regioni (i cui codici sono stati aggiunti nel 2010) e alle 45 province. Sono formati dalla sigla BF-, seguita da due cifre (per le regioni) o tre lettere (per le province).

## Codici

### Regioni
| Codice | Regione            |
| ------ | ------------------ |
| BF-01  | Boucle du Mouhoun  |
| BF-02  | Cascate            |
| BF-03  | Centro             |
| BF-04  | Centro-Est         |
| BF-05  | Centro-Nord        |
| BF-06  | Centro-Ovest       |
| BF-07  | Centro-Sud         |
| BF-08  | Est                |
| BF-09  | Alti Bacini        |
| BF-10  | Nord               |
| BF-11  | Altopiano Centrale |
| BF-12  | Sahel              |
| BF-13  | Sud-Ovest          |

### Province
| Codice | Provincia  | Regione di Appartenenza |
| ------ | ---------- | ----------------------- |
| BF-BAL | Balé       | Boucle du Mouhoun       |
| BF-BAM | Bam        | Centro-Nord             |
| BF-BAN | Banwa      | Boucle du Mouhoun       |
| BF-BAZ | Bazèga     | Centro-Sud              |
| BF-BGR | Bougouriba | Sud-Ovest               |
| BF-BLG | Boulgou    | Centro-Est              |
| BF-BLK | Boulkiemdé | Centro-Ovest            |
| BF-COM | Comoé      | Cascate                 |
| BF-GAN | Ganzourgou | Altopiano Centrale      |
| BF-GNA | Gnagna     | Est                     |
| BF-GOU | Gourma     | Est                     |
| BF-HOU | Houet      | Alti Bacini             |
| BF-IOB | Ioba       | Sud-Ovest               |
| BF-KAD | Kadiogo    | Centro                  |
| BF-KEN | Kénégoudou | Alti Bacini             |
| BF-KMD | Komondjari | Est                     |
| BF-KMP | Kompienga  | Est                     |
| BF-KOS | Kossi      | Boucle du Mouhoun       |
| BF-KOP | Koulpélogo | Centro-Est              |
| BF-KOT | Kouritenga | Centro-Est              |
| BF-KOW | Kourwéogo  | Altopiano Centrale      |
| BF-LER | Léraba     | Cascate                 |
| BF-LOR | Loroum     | Nord                    |
| BF-MOU | Mouhoun    | Boucle du Mouhoun       |
| BF-NAO | Nahouri    | Centro-Sud              |
| BF-NAM | Namentenga | Centro-Nord             |
| BF-NAY | Nayala     | Boucle du Mouhoun       |
| BF-NOU | Noumbiel   | Sud-Ovest               |
| BF-OUB | Oubritenga | Altopiano Centrale      |
| BF-OUD | Oudalan    | Sahel                   |
| BF-PAS | Passoré    | Nord                    |
| BF-PON | Poni       | Sud-Ovest               |
| BF-SNG | Sanguié    | Centro-Ovest            |
| BF-SMT | Sanmatenga | Centro-Nord             |
| BF-SEN | Séno       | Sahel                   |
| BF-SIS | Sissili    | Centro-Ovest            |
| BF-SOM | Soum       | Sahel                   |
| BF-SOR | Sourou     | Boucle du Mouhoun       |
| BF-TAP | Tapoa      | Est                     |
| BF-TUI | Tuy        | Alti Bacini             |
| BF-YAG | Yagha      | Sahel                   |
| BF-YAT | Yatenga    | Nord                    |
| BF-ZIR | Ziro       | Centro-Ovest            |
| BF-ZON | Zondoma    | Nord                    |
| BF-ZOU | Zoundwéogo | Centro-Sud              |